# Jail Break
Jail Break is een computerspel dat werd ontwikkeld en uitgegeven door de Japanse computerspellefabrikant Konami voor diverse platforms. Het spel werd uitgebracht in 1986.
De speler speelt een politieagent en moet het opnemen tegen boeven. Over en weer wordt er geschoten met diverse wapens. Het speelveld wordt in de derde persoon weergegeven.

## Platforms
| Jaar | Platform                          |
| ---- | --------------------------------- |
| 1986 | Amstrad CPC, Arcade, Commodore 64 |
| 1987 | ZX Spectrum                       |

## Ontvangst
| Beoordeeld door                | Platform     | Datum      | Score |
| ------------------------------ | ------------ | ---------- | ----- |
| Tilt                           | Commodore 64 | juni 1987  | 65%   |
| Happy Computer                 | Amstrad CPC  | maart 1987 | 58%   |
| Computer and Video Games (CVG) | Commodore 64 | april 1987 | 40%   |
| Commodore User                 | Commodore 64 | maart 1987 | 10%   |